# Arizona Cardinals 2023
La stagione 2023 degli Arizona Cardinals è stata la 104ª della franchigia nella National Football League, la 36ª nello stato dell'Arizona e la prima con Jonathan Gannon come capo-allenatore.
La squadra pareggiò il suo bilancio di 4–13 della stagione precedente con una vittoria a sorpresa contro i Philadelphia Eagles nel penultimo turno. Il club introdusse delle nuove uniformi per la prima volta dal 2005.
Per la prima volta dal 2019, DeAndre Hopkins non fece parte del roster, essendo stato svincolato prima dell'inizio della stagione.
Dopo una sconfitta nella settimana 11 contro gli Houston Texans, la squadra di assicurò la seconda stagione consecutiva con più sconfitte che vittorie. Dopo un'altra sconfitta contro i Los Angeles Rams la settimana successiva, vi fu la certezza della seconda stagione consecutiva con almeno dieci sconfitte. Dopo avere perso contro i San Francisco 49ers nella settimana 15, i Cardinals furono ufficialmente eliminati dalla corsa ai playoff per il secondo anno consecutivo.

## Scelte nel Draft 2023
| Scelte dei Cardinals nel Draft 2023 |        |                            |                            |                            |                                    |
| Giro                                | Scelta | Giocatore                  | Ruolo                      | College                    | Note                               |
| 1                                   | 6      | Paris Johnson Jr.          | OT                         | Ohio State                 | Dai LA Rams via Detroit            |
| 2                                   | 41     | B.J. Ojulari               | LB                         | LSU                        | Da Tennessee                       |
| 3                                   | 72     | Garrett Williams           | CB                         | Syracuse                   |                                    |
| 3                                   | 94     | Michael Wilson             | WR                         | Stanford                   | Da Philadelphia                    |
| 4                                   | 105    | Scambiata con Philadelphia | Scambiata con Philadelphia | Scambiata con Philadelphia |                                    |
| 4                                   | 122    | Jon Gaines II              | OG                         | UCLA                       | Da Miami via Kansas City e Detroit |
| 5                                   | 137    | Scambiata con Buffalo      | Scambiata con Buffalo      | Scambiata con Buffalo      |                                    |
| 5                                   | 139    | Clayton Tune               | QB                         | Houston                    | Da Denver via Detroit              |
| 5                                   | 168    | Owen Pappoe                | LB                         | Auburn                     | Scelta compensatoria               |
| 6                                   | 180    | Kei'Trel Clark             | CB                         | Louisville                 |                                    |
| 6                                   | 213    | Dante Stills               | DT                         | West Virginia              | Scelta compensatoria               |
| 7                                   | 220    | Scambiata con Las Vegas    | Scambiata con Las Vegas    | Scambiata con Las Vegas    |                                    |

## Staff
| Staff degli Arizona Cardinals |
| --- |
| Organi dirigenziali - Proprietario/chairman/presidente – Michael Bidwill - General manager – Steve Keim - Vice presidente del personale dei giocatori – Quentin Harris - Vice presidente del personale professionistico – Adrian Wilson - Vice presidente delle operazioni del football – Matt Caracciolo - Direttore del personale dei giocatori – Dru Grigson - Direttore degli osservatori del college – Chris Culmer - Direttore dell'amministrazione del football – Matt Harriss - Dirigente del personale senior – Terry McDonough Capo allenatore - Capo-allenatore – Jonathan Gannon - Assistente c.a./Coordinatore special team – Jeff Rodgers Altri allenatori - Preparatore atletico – Buddy Morris - Assistente p.a. – Mark Naylor Allenatori dell'attacco - Quarterback – Cameron Turner - Running back – James Saxon - Wide receiver – Shawn Jefferson - Assistente wide receiver – Spencer Whipple - Tight end – Steve Heiden - Gioco sulle corse/offensive line – Sean Kugler - Assistente offensive line – Brian Natkin - Assistente attacco – Jerry Sullivan e Don Shumpert - Bill Bidwell coaching fellowship/assistente quarterback – Jordan Hogan Allenatori della difesa - Coordinatore difensivo – Vance Joseph - Defensive line – Matt Burke - Linebacker – Billy Davis - Outside linebacker – Charlie Bullen - Defensive back – Marcus Robertson - Cornerback – Greg Williams - Assistente difesa – Rusty McKinney - Controllo qualità difesa – Rob Grosso Allenatori dello special team - Assistente special team – Devin Fitzsimmons |

## Roster
| Roster degli Arizona Cardinals |
| --- |
| Quarterback - 9 Joshua Dobbs - 15 Clayton Tune Running Back - 6 James Conner - 31 Emari Demercado - 30 Keaontay Ingram Wide Receiver - 2 Marquise Brown - 83 Greg Dortch - 4 Rondale Moore - 0 Zach Pascal - 14 Michael Wilson Tight End - 86 Zach Ertz - 84 Elijah Higgins - 85 Trey McBride - 87 Geoff Swaim Offensive Linemen - 68 Kelvin Beachum T - 63 Trystan Colon C - 72 Hjalte Froholdt G - 76 Will Hernandez G - 74 D.J. Humphries T - 60 Keith Ismael C - 70 Paris Johnson Jr. T - 73 Ilm Manning T - 61 Carter O'Donnell G - 65 Elijah Wilkinson T Defensive Linemen - 95 Leki Fotu NT - 93 Jonathan Ledbetter DE - 55 Dante Stills DE - 92 Kevin Strong NT - 94 Carlos Watkins DE Linebacker - 51 Krys Barnes ILB - 25 Zaven Collins OLB - 52 Victor Dimukeje OLB - 45 Dennis Gardeck OLB - 43 Jesse Luketa OLB - 18 BJ Ojulari OLB - 44 Owen Pappoe ILB - 97 Cameron Thomas OLB - 47 Ezekiel Turner ILB - 7 Kyzir White ILB - 10 Josh Woods ILB Defensive Back - 29 Kris Boyd CB - 36 Andre Chachere SS - 13 Kei'Trel Clark CB - 33 Antonio Hamilton CB - 28 Qwuantrezz Knight CB - 35 Christian Matthew CB - 24 Starling Thomas V CB - 34 Jalen Thompson FS - 22 K'Von Wallace FS - 20 Marco Wilson CB Special Team - 46 Aaron Brewer LS - 16 Nolan Cooney P - 5 Matt Prater K Lista delle riserve - 3 Budda Baker SS (IR) - 91 L.J. Collier DE (IR) - 71 Dennis Daley T (IR) - 50 Pat Elflein C (IR) - 27 Rashad Fenton CB (IR) - 59 Jon Gaines II G (IR) - 39 Matt Hembrough LS (IR) - 32 Marlon Mack RB (IR) - 1 Kyler Murray QB (PUP) - 41 Myjai Sanders OLB (IR) - 21 Garrett Williams CB (NF-Inj.) Squadra di allenamento - 82 Andre Baccellia WR - 96 Eric Banks DE - 66 Jackson Barton T - 32 Joey Blount S - 23 Corey Clement RB - 17 Kaden Davis WR - 19 Jeff Driskel QB - 78 Marquis Hayes G - 75 Hayden Howerton G (Practice squad/Injured) - 58 Tyreek Maddox-Williams ILB - 38 Jovante Moffatt FS (Practice squad/Injured) - 26 Bobby Price CB - 80 Bernhard Seikovits TE - 98 Jacob Slade DT - 81 Jeff Smith WR - 90 Ben Stille DE - 37 Quavian White CB - 89 Blake Whiteheart TE - 27 Divaad Wilson CB Roster aggiornato al 22 settembre 2023 53 attivi, 11 inattivi, 16 nella squadra di allenamento |
| Legenda - I rookie sono in corsivo. - Il primo ruolo è il principale mentre gli eventuali successivi indicano i ruoli secondari. - (IR) sta per Injured Reserve ed indica la lista ristretta per un solo giocatore infortunato che può tornare ad allenarsi dopo la settimana 6 e a rientrare in prima squadra dopo che questa ha giocato 8 partite. - (NF-Inj.) / (NF-Ill.) stanno rispettivamente per Non-Football Injured e Non-Football Illness ed indicano le liste dove viene inserito un giocatore che ha un infortunio o una malattia non dipendente dal football americano. - (PUP) sta per Physically Unable to Perform ed indica la lista dove viene inserito un giocatore mentre è in attesa di recuperare la condizione fisica. Nella stagione regolare dopo la sesta partita giocata dalla propria squadra, il giocatore ha tempo tre settimane per riprendere ad allenarsi, più tre settimane aggiuntive dal suo rientro agli allenamenti per rientrare in prima squadra. |

## Precampionato
Il 16 maggio 2023 fu annunciato il calendario delle gare del precampionato.
| Precampionato |                |            |                     |           |        |                    |                    |         |
| Settimana     | Data           | Ora (MTZ)  | Avversario          | Risultato | Record | Stadio             | TV                 | Sintesi |
| 1             | 11 agosto 2023 | 7:00 p.m.  | Denver Broncos      | V 18-17   | 1-0    | State Farm Stadium | 12 News KPNX (NBC) | Sintesi |
| 2             | 19 agosto 2023 | 5:00 p.m.  | Kansas City Chiefs  | S 10-38   | 1-1    | State Farm Stadium | 12 News KPNX (NBC) | Sintesi |
| 3             | 26 agosto 2023 | 10:00 a.m. | @ Minnesota Vikings | V 18-17   | 2-1    | U.S. Bank Stadium  | 12 News KPNX (NBC) | Sintesi |

## Stagione regolare

### Calendario
Il calendario della stagione regolare 2023 fu reso noto l'11 maggio 2023. Data e orario della gara di settimana 18 furono stabilite il 31 dicembre 2023, dopo lo svolgimento del diciassettesimo turno.
| Stagione regolare |                     |                     |                         |                     |                     |                          |                     |                     |
| Settimana         | Data                | Ora (MTZ)           | Avversario              | Risultato           | Record              | Stadio                   | TV                  | Sintesi             |
| 1                 | 10 settembre        | 10:00 a.m.          | @ Washington Commanders | S 16-20             | 0-1                 | FedEx Field              | Fox                 | Sintesi             |
| 2                 | 17 settembre        | 1:05 p.m.           | New York Giants         | S 28-31             | 0-2                 | State Farm Stadium       | Fox                 | Sintesi             |
| 3                 | 24 settembre        | 1:25 p.m.           | Dallas Cowboys          | V 28-16             | 1-2                 | State Farm Stadium       | Fox                 | Sintesi             |
| 4                 | 1º ottobre          | 1:25 p.m.           | @ San Francisco 49ers   | S 16-35             | 1-3                 | Levi's Stadium           | Fox                 | Sintesi             |
| 5                 | 8 ottobre           | 1:05 p.m.           | Cincinnati Bengals      | S 20-34             | 1-4                 | State Farm Stadium       | Fox                 | Sintesi             |
| 6                 | 15 ottobre          | 1:25 p.m.           | @ Los Angeles Rams      | S 9-26              | 1-5                 | SoFi Stadium             | Fox                 | Sintesi             |
| 7                 | 22 ottobre          | 1:05 p.m.           | @ Seattle Seahawks      | S 10-20             | 1-6                 | Lumen Field              | Fox                 | Sintesi             |
| 8                 | 29 ottobre          | 1:25 p.m.           | Baltimore Ravens        | S 24-31             | 1-7                 | State Farm Stadium       | CBS                 | Sintesi             |
| 9                 | 5 novembre          | 11:00 a.m.          | @ Cleveland Browns      | S 0-27              | 1-8                 | Cleveland Browns Stadium | CBS                 | Sintesi             |
| 10                | 12 novembre         | 2:05 p.m.           | Atlanta Falcons         | V 25-23             | 2-8                 | State Farm Stadium       | CBS                 | Sintesi             |
| 11                | 19 novembre         | 11:00 a.m.          | @ Houston Texans        | S 16-21             | 2-9                 | NRG Stadium              | CBS                 | Sintesi             |
| 12                | 26 novembre         | 2:05 p.m.           | Los Angeles Rams        | S 14-37             | 2-10                | State Farm Stadium       | Fox                 | Sintesi             |
| 13                | 3 dicembre          | 11:00 a.m.          | @ Pittsburgh Steelers   | V 24-10             | 3-10                | Acrisure Stadium         | CBS                 | Sintesi             |
| 14                | Settimana di riposo | Settimana di riposo | Settimana di riposo     | Settimana di riposo | Settimana di riposo | Settimana di riposo      | Settimana di riposo | Settimana di riposo |
| 15                | 17 dicembre         | 2:05 p.m.           | San Francisco 49ers     | S 29-45             | 3-11                | State Farm Stadium       | CBS                 | Sintesi             |
| 16                | 24 dicembre         | 2:25 p.m.           | @ Chicago Bears         | S 16-27             | 3-12                | Soldier Field            | Fox                 | Sintesi             |
| 17                | 31 dicembre         | 11:00 a.m.          | @ Philadelphia Eagles   | V 35-31             | 4-12                | Lincoln Financial Field  | Fox                 | Sintesi             |
| 18                | 7 gennaio           | 11:00 a.m.          | Seattle Seahawks        | S 20-21             | 4-13                | State Farm Stadium       | Fox                 | Sintesi             |

Note:
- Gli avversari della propria division sono in grassetto.
- Il simbolo "@" indica una partita giocata in trasferta.

## Premi

### Premi settimanali e mensili
- Matt Prater:

giocatore degli special team della NFC della settimana 3
- James Conner:

running back della settimana 13